# Hana-Rawhiti Maipi-Clarke
Hana-Rawhiti Kareariki Maipi-Clarke (nascuda el setembre de 2002) és una política i activista neozelandesa. Representa el Partit Maori com a membre del parlament des de les eleccions generals de 2023 a Nova Zelanda. És la diputada més jove del parlament neozelandès d'ençà de l'elecció de James Stuart-Wortley, el qual va ser escollit a les eleccions de 1853 quan tenia 20 anys i 7 mesos.

## Biografia
Maipi-Clarke té ascendència als iwis Ngāpuhi, Ngāti Porou, Te Āti Awa i Ngāi Tahu. És reneboda de l'activista per la llengua maori Hana Te Hemara. L'activista Taitimu Maipi, el qual va contribuir a l'eliminació de l'estàtua del capità Hamilton el 2020, és el seu avi. Wi Katene, el primer diputat maori que va ser nomenat per al Consell Executiu, era el seu rebesbesavi.
Maipi-Clarke va rebre la seva educació al Te Wharekura o Rākaumangamanga a Huntly. Amb 17 anys, va publicar un llibre Maahina sobre el maramataka, el calendari lunar maorí. Es va interessar en l'estudi d'aquest tema després d'assistir a una conferència de Rangi Mātāmua sobre Matariki (nom que reben les Plèiades en maori). El 2023 va impartir un curs de formació a l'equip de rugbi New Zealand Warriors sobre el maramataka i Matariki.

## Carrera polírica
Durant Te Wiki o te Reo Māori (iniciativa patrocinada pel govern destinada a animar els neozelandesos a promoure l'ús de la llengua maorí) el setembre de 2022, Maipi-Clarke va pronunciar un discurs sobre les escales del Parlament que va provocar que diversos partits polítics li demanessin d'unir-se a ells.
A les eleccions del 2023 es va presentar pel Partir maori. Era la 4a de la llista i va ser elegida amb 21 anys d'edat. És la diputada més jove de Nova Zelanda des de James Stuart-Wortley, que va ser escollit a les primeres eleccions generals del país el 1853 quan tenia 20 anys i 7 mesos. Si Stuart-Wortley no hagués mentit sobre la seva edat (aleshores, l'edat mínima requerida era de 21 anys i, per tant, no era elegible per presentar-se), hauria estat la diputada més jove de la història Nova Zelanda.
Durant la campanya, Maipi-Clarke va ser objecte de múltiples presumptes invasions domèstiques, que el Partit Maorii va considerar que tenien motivades polítiques. La policia va emetre un avís de l'ingrés a casa seva d'un home gran que suposadament era un conegut activista del Partit Nacional.

## Reconeixements
El desembre de 2024, la BBC va incloure-la en la seva llista 100 Women, que reconeix a les dones més inspiradores i influents de l'any a nivell mundial.